# U-3520
U-3520 – niemiecki okręt podwodny (U-Boot) typu XXI z okresu II wojny światowej. Okręt wszedł do służby w 1945 roku.

## Historia
Zamówienie na budowę okrętu zostało złożone w stoczni F. Schichau GmbH w Gdańsku. Rozpoczęcie budowy okrętu miało miejsce 20 września 1944. Wodowanie nastąpiło 23 listopada 1944, przekazanie do służby 12 stycznia 1945. Dowódcą U-3519 został Kapitanleutnant (kapitan marynarki) Sarto Ballert.
Okręt odbywał szkolenie  w 8. Flotylli U-Bootów. Zatonął 31 stycznia 1945 w zatoce Kilońskiej na pozycji  54°28′00″N 10°12′00″E/54,466667 10,200000 po wejściu na minę. Wraz z okrętem zginęło 85 osób.